# Ribautia imparata
Ribautia imparata är en mångfotingart som först beskrevs av Carl Graf Attems 1911.  Ribautia imparata ingår i släktet Ribautia och familjen storjordkrypare. Inga underarter finns listade i Catalogue of Life.